# Costa Occidental de Huelva
La Costa Occidental de Huelva és una comarca situada a la província de Huelva, a Andalusia.

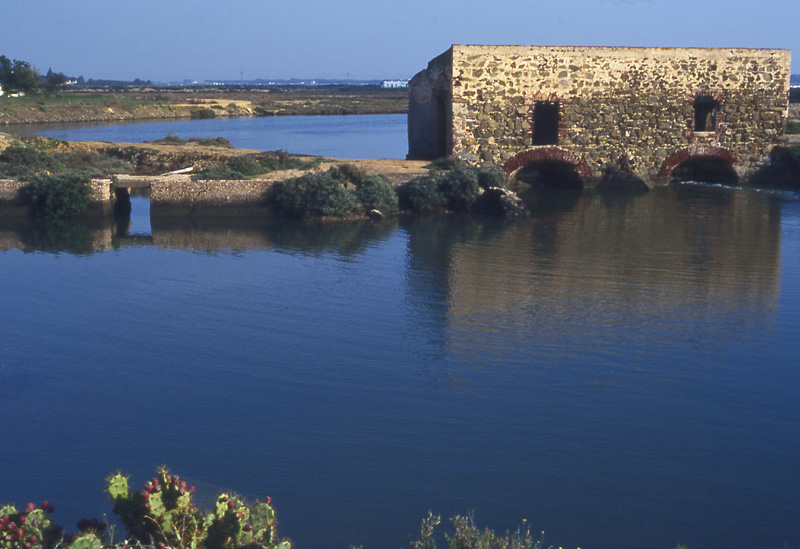
Molí de marees a Isla Cristina

Està formada pels municipis d'Ayamonte, Cartaya, Isla Cristina, Lepe, San Silvestre de Guzmán i Villablanca.
Se situa al sud-oest de la província i limita a l'est amb la Comarca Metropolitana de Huelva, al sud amb l'oceà Atlàntic, a l'oest amb Portugal i al nord amb la comarca d'El Andévalo. És un territori de recent colonització, situat en el tram final de la conca sedimentària del Guadalquivir, obert a l'Atlàntic i fronterer en el seu límit occidental amb Portugal, que ja compta amb infraestructures adequades que l'articulen internament i en direcció cap allí.
L'economia de la zona està basada tradicionalment en l'agricultura, la nova agricultura, la pesca (destacant les flotes de Isla Cristina i en menor mida les d'Ayamonte i la del port de El Terrón a Lepe) i, de forma secundària, la silvicultura. El sector turístic, està ara en procés de desenvolupament en aquest tram del litoral, que fins ara es limitava a segones residència per a períodes estivals. Un percentatge molt significatiu de la superfície comarcal està protegit per alguna figura autonòmica, de la Unió Europea o Internacional. Alguns dels seus espais verds més importants són: llacunes costaneres de Huelva, Marismas del riu Pedres i Flecha de Nueva Umbría, Paratge natural Marismas d'Isla Cristina i Laguna de Prado Profundo, així com diverses deveses.